# Ric Sanders

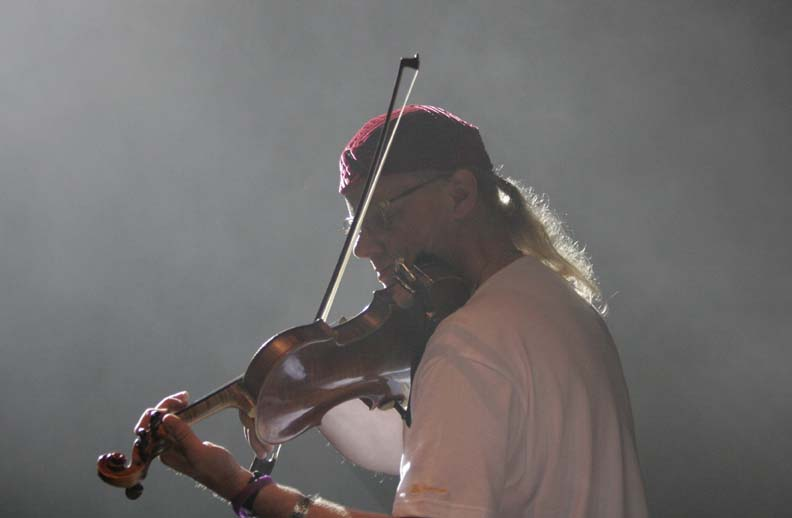
Rick Sanders

Richard 'Rick' Sanders (n. 8 decembrie 1952 în Birmingham, Warwickshire) este un violonist britanic care a cântat în trupe de jazz-rock, folk rock, folk electric și folk, printre care Soft Machine și Fairport Convention.

## Discogrfie
Solo
- Whenever (1984)
- Neither Time Or Distance (1991)
- Still Waters (2008)

Ric Sanders Group
- Parable: Music for the Anjali Dance Company (2003)
- In Lincoln Cathedral (2004)

Fairport Convention
- Gladys' Leap (1985)
- Expletive Delighted! (1986)
- In Real Time (1987)
- Red and Gold (1989)
- The Five Seasons (1990)
- Jewel in the Crown (1995)
- Old, New, Borrowed, Blue (1996)
- Who Knows Where the Time Goes? (1997)
- The Wood and the Wire (1999)
- XXXV (2001)
- Over the Next Hill (2004)
- Sense of Occasion (2007)

2nd Vision
- First Steps (1980)

John Etheridge & Ric Sanders
- Second Vision (1980)

Gordon Giltrap & Ric Sanders
- One To One (1989)

Soft Machine
- Alive & Well: Recorded in Paris (1978)

The Albion Band
- Rise Up Like the Sun (1978)

String Time
- String Time (1983)

Colaborări
- Andrew Cronshaw: Wade in the Flood (1978)
- Gordon Giltrap: Peacock Party (1979)
- Mick Stevens: The Englishman (1979)
- Martin Simpson: Special Agent (1981)
- Pete York: String Time in New York (1983)
- Loudon Wainwright III: I'm Alright (1984)
- Phenomena: Phenomena (1985)
- Mark Geronimo: London Moon & Barnyard Remedy (1986)
- Jethro Tull: Crest of a Knave (1986)
- Gordon Giltrap: A Midnight Clear (1987)
- Simon Nicol: Before Your Time... (1987)
- The Bodhi-Beat Poets: White Light (1987)
- June Tabor: Aqaba (1988)
- All About Eve: All About Eve (1988)
- Gerry Rafferty: North and South (1988)
- Andrew Cronshaw: The Andrew Cronshaw CD (1989)
- All About Eve: Scarlet and Other Stories (1989)
- Ashley Hutchings: Songs from the Shows (1990)
- The Mission: Masque (1992)
- Andrew Cronshaw: The Language of Snakes (1993)
- Martin Barre: A Trick of Memory (1994)
- Ashley Hutchings: The Guv'nor's Big Birthday Bash (1995)
- Judy Dunlop & Ashley Hutchings: Sway with Me (1996)
- The Albion Band: Live at the Cambridge Folk Festival (1996)
- Roy Harper: The Dream Society (1998)
- Jerry Donahue: Telecasting Recast (1999)
- Richard Greene & Beryl Marriott: Hands Across the Pond (2001)
- Rick Wakeman and Dave Cousins: Hummingbird (2002)
- Rainbow Chasers: Fortune Never Sleeps (2006)
- Durbervilles: Alternative Route to All Destinations (2007)
- Aquarium: Loshad' Belaya (White Horse) (2008)